# La resistibile ascesa di Arturo Ui
La resistibile ascesa di Arturo Ui (titolo originale in tedesco: Der aufhaltsame Aufstieg des Arturo Ui) è un dramma del 1941 del drammaturgo tedesco Bertolt Brecht. Racconta la storia dell'ascesa di Arturo Ui, un immaginario gangster della Chicago degli anni trenta e i suoi tentativi di controllare il racket dei cavolfiori eliminando senza pietà i suoi concorrenti.
Si afferma che l’uscita di La resistibile ascesa di Arturo Ui fu contemporanea a quella de Il grande dittatore di Chaplin, ma quest'ultimo film fu prodotto negli Stati Uniti nel 1940. Brecht scrisse la sua opera, qui è riferito, un anno dopo, nel 1941, ma portata a teatro molto più tardi nel dopoguerra. Il primo a occuparsene in Italia fu il Piccolo Teatro dell'Università a Padova.

## Contesto storico
Il dramma fu scritto da Brecht in tre sole settimane, nel 1941, durante l'esilio a Helsinki, in attesa del visto per gli Stati Uniti; tuttavia, non fu messo in scena che verso la fine del 1958. Tale opera è un'allegoria satirica dichiarata di Adolf Hitler nella Germania nazista: l'ascesa del Führer è presentata attraverso la carriera di Ui.

## Allegoria
I personaggi hanno una diretta controparte nel mondo reale: Ui è Hitler, il suo sgherro Ernesto Roma è Ernst Röhm, il sindaco Dogsborough è Paul von Hindenburg (suggerito tramite un gioco di parole insito nel suo stesso nome: Dog, tradotto dal tedesco Hund - cioè "cane" -, presenta una consonanza con Hinden- e il suffisso germanico -burg, letteralmente "borgo", tradotto in borough), Giuseppe Givola è Joseph Goebbels, Emanuele Giri è Hermann Göring, il cartello industriale del cavolfiore corrisponde all'aristocrazia terriera prussiana degli Junker, il destino della città di Cicero è l'Anschluss dell'Austria, che portò all'annessione del Paese alla Germania nazista, e di cui il sindaco Ignace Dullfeet corrisponde alla figura di Engelbert Dollfuss, Cancelliere austrofascista assassinato durante un putsch nazista, e così via. In più ogni scena del testo si riferisce a un evento storico, per esempio l'incendio dei magazzini sta per l'incendio del Reichstag o lo scandalo degli aiuti portuali all'Osthilfeskandal (uno scandalo politico relativo al cosiddetto Osthilfe, ovvero "soccorso orientale", un ingente fondo economico rivolto alle finanze in bancarotta degli Junker negli ex-territori prussiani, elargito dall'allora Repubblica di Weimar per guadagnarsi i favori della classe aristocratica degli Junker, in quel periodo versanti in una condizione di forte depressione economica a seguito della fine della Grande Guerra; ufficialmente mirati a rimettere in sesto le loro ingenti proprietà e attività commerciali, essi invece lo sperperarono in beni personali di lusso, guadagnandosi così l'astio della popolazione in un Paese ancora fortemente provato dalla guerra dal punto di vista socioeconomico). La composizione del dramma è vicina all'uscita del film Il grande dittatore di Charlie Chaplin che pure prende di mira, con metafora satirica, il potere nazista.

## Struttura
Dal punto di vista drammaturgico l'Arturo Ui rispecchia le teorie brechtiane del teatro epico. Esordisce con un prologo che si rivolge direttamente al pubblico presentando i personaggi principali e spiegando i fondamenti della storia che sarà messa in scena, consentendo così allo spettatore di avere una chiave di lettura di ciò cui sta per assistere a scapito della suspense. Le indicazioni sceniche prevedono che siano mostrati cartelli al pubblico con la didascalia di quanto sta accadendo e il testo è arricchito con spiegazioni precise delle dinamiche correlate all'ascesa del potere di Hitler. Brecht inserisce riferimenti shakespeariani a Riccardo III, a Macbeth (per il fatto che ad Arturo Ui appaiono i fantasmi delle sue vittime) e a Giulio Cesare: l'abilità retorica di Hitler è ritratta nelle lezioni che Arturo Ui prende da un attore, tra le quali c'è il famoso discorso di Marco Antonio da Giulio Cesare.

## Personaggi
- Dogsborough → Paul von Hindenburg
- Arturo Ui → Adolf Hitler
- Emanuele Giri → Hermann Göring
- Ernesto Roma → Ernst Röhm
- Giuseppe Givola → Joseph Goebbels
- Ignace Dullfeet → Engelbert Dollfuß
- Karfioltrust → Junker, il cartello degli industriali
- Gangster → Nazisti
- Fish → Marinus van der Lubbe

## Luoghi
- Chicago → Germania
- Cicero → Austria
- Dockshilfeskandal → Scandalo della Osthilfe

## Edizioni teatrali in Italia
- 1961: regia di Gianfranco De Bosio, con Franco Parenti, trad. Mario Carpitella
- 1983: regia di Giancarlo Sepe, scene di Uberto Bertacca, con Eros Pagni, Tino Carraro, trad. Mario Carpitella
- 1994: regia di Marco Sciaccaluga, con Eros Pagni, trad. Mario Carpitella
- 2011: regia di Claudio Longhi, scene Antal Csaba, con Umberto Orsini, trad. Mario Carpitella, drammaturgia Luca Micheletti